# Sarah Gorden
Sarah L. Gorden (* 13. September 1992 in Elk Grove Village, Illinois) ist eine US-amerikanische Fußballspielerin.

## Karriere

### Verein
Am College spielte sie von 2011 bis 2015 für die DePaul Blue Demons. Im Jahr 2013 setze sie aufgrund ihrer Schwangerschaft aus. Beim Draft zur NWSL-Saison 2016 wurde sie von den Chicago Red Stars erwählt. Für diese machte sie dann am 1. Spieltag bei einer 1:3-Niederlage gegen Houston Dash dann auch ihr Debüt. Im Verlauf der weiteren Spielzeit kamen aber nur noch drei weitere Einsätze dazu. In ihrer zweiten Saison kamen dann noch fünf Einsätze dazu, von denen sie nur in einem startete. Dies wurde dann mit der Spielzeit 2018 mehr und in der Saison 2019 startete sie in fast jedem Spiel. Nach einer durch die COVID-19-Pandemie nur von wenigen Einsätzen für sie gesäumten Spielrunde 2020, startete sie in der Saison 2021 in jeder Partie.
Nach dieser Saison wurden ihre Transferrechte noch vor dem Expansion Draft an das neue Franchise Angel City FC getradet. Aufgrund einer Verletzung fiel sie für den Verlauf der Saison 2022 aber komplett aus. So machte sie ihr Debüt für den Klub erst in der Spielzeit 2023 und ist dort wie auch zuvor in Chicago absolute Stammspielerin.

### Nationalmannschaft
Für die US-amerikanische A-Nationalmannschaft wurde sie erstmals im Dezember 2019 zu einem Trainingslager nominiert. Eine weitere erfolgte im Oktober 2020, wobei sie beiden nicht eingesetzt wurde.